# Tour de Savoie Mont Blanc
O Tour de Saboia (oficialmente e em francês: Tour des Pays de Savoie; em português: Volta dos Países de Saboia) é uma carreira ciclista profissional francesa por etapas que se disputa nos departamentos de Saboia e Alta Saboia e em ocasiões com alguma etapa na região italiana do Vale de Aosta. Disputa-se no final do mês de maio ou em junho.
Começou a disputar-se em 1999 como carreira amador e com o nome simplesmente do Tour de Savoie somente com passagem em Saboia. Em 2005 alterou para a denominação actual com passagem também na Alta Saboia. No 2009 subiu ao profissionalismo, no UCI Europe Tour, na categoria 2.2U (última categoria do profissionalismo e limitada a corredores sub-23). Um ano depois também se incluiu uma etapa no Vale de Aosta. A partir do 2011 incluiu-se na categoria 2.2 já sem limitação de idade.
Tem um traçado meramente montanhoso cruzando vários dos portos tradicionais do Tour de France a seu passo pelos Alpes.

## Palmarés
| Ano                                                   | Vencedor            | Segundo            | Terceiro           |
| ----------------------------------------------------- | ------------------- | ------------------ | ------------------ |
| Tour de Saboya (Tour de Savoie) edições amador        |                     |                    |                    |
| 1999                                                  | Christian Milesi    | Mickaël Magnin     | Yoann Petiot       |
| 2000                                                  | Christophe Edaleine | Florian Germain    | Nicolas Kocianski  |
| 2001                                                  | Florian Germain     | Nicolas Vayr       | Jean-Vincent Colin |
| 2002                                                  | Matthieu Sprick     | Florian Germain    | Yohan Boissy       |
| 2003                                                  | Matthieu Sprick     | Nicolas Dulac      | Nicolas Prin       |
| Tour do País de Saboia (Tour des Pays de Savoie)      |                     |                    |                    |
| 2004                                                  | Rémi Pauriol        | Nicolas Dulac      | Mathieu Perget     |
| 2005                                                  | Blaise Sonnery      | Nicolas Prin       | Paweł Cieślik      |
| 2006                                                  | Jean-Charles Sénac  | Nicolas Hartmann   | Blaise Sonnery     |
| 2007                                                  | Daniel Martin       | Ma Haijun          | Dalivier Ospina    |
| 2008                                                  | Guillaume Bonnafond | Julien Bérard      | Sander Maasing     |
| edições profissionais                                 |                     |                    |                    |
| 2009                                                  | Ben Gastauer        | Tejay van Garderen | Yannick Eijssen    |
| 2010                                                  | Nicolas Schnyder    | Thomas Bonnin      | Nicolas Edet       |
| 2011                                                  | Nikita Novikov      | Romain Bardet      | Laurent Beuret     |
| 2012                                                  | Stéphane Rossetto   | Warren Barguil     | Yoann Barbas       |
| 2013                                                  | Yoann Barbas        | Clément Chevrier   | Moisés Dueñas      |
| 2014                                                  | Louis Vervaeke      | Dmitri Ignatjew    | Jesús del Pino     |
| 2015                                                  | David Belda         | Sam Oomen          | Julien Antomarchi  |
| Tour de Saboia Mont-Blanc (Tour de Savoie Mont-Blanc) |                     |                    |                    |
| 2016                                                  | Enric Mas           | Tao Geoghegan Hart | Ben O'Connor       |
| 2017                                                  | Egan Bernal         | Bjorg Lambrecht    | Harm Vanhoucke     |
| 2018                                                  | Riccardo Zoidl      | Matteo Badilatti   | Jérémy Maison      |
| 2019                                                  | Chris Harper        | Pierpaolo Ficara   | Jérémy Bellicaud   |
| 2020                                                  | Pierre Rolland      | Alexis Guérin      | Maxim Van Gils     |
| 2021                                                  | Alexander Cepeda    | Roland Thalmann    | Santiago Umba      |

## Palmarés por países
| País          | Vitórias |
| ------------- | -------- |
| França        | 11       |
| Espanha       | 2        |
| Irlanda       | 1        |
| Países Baixos | 1        |
| Suíça         | 1        |
| Rússia        | 1        |
| Bélgica       | 1        |
| Colômbia      | 1        |
| Áustria       | 1        |
| Austrália     | 1        |
| Equador       | 1        |